# Peter Barnes (Fußballspieler, 1957)
Peter Simon Barnes (* 10. Juni 1957 in Manchester) ist ein ehemaliger englischer Fußballspieler und absolvierte in der Zeit zwischen 1977 und 1982 insgesamt 22 Länderspiele für die englische Nationalmannschaft.

## Sportlicher Werdegang
Nachdem Barnes in seiner Heimatstadt im Jahr 1972 als Jugendspieler beim heimischen Manchester City seinen ersten Vertrag unterschrieb, debütierte er im Alter von 17 Jahren am 12. Oktober 1974 beim Spiel gegen den FC Burnley. In der darauffolgenden Saison gewann der linke Flügelspieler mit dem Ligapokal die erste und gleichzeitig auch einzige Trophäe seiner Karriere, als im Finale Newcastle United mit 2:1 geschlagen werden konnte.
Nach Berufungen in die U21-Nachwuchsmannschaft folgte am 16. November 1977 im Alter von 20 Jahren das erste Länderspiel im Wembley-Stadion gegen Italien, wobei England dieses Qualifikationsspiel zur WM 1978 in Argentinien mit 2:0 gewinnen konnte.
Zum Abschluss der Saison 1978/79, als Manchester City mit Howard Kendall einen neuen Trainer installierte und Barnes in Kendalls Planungen keine Rolle spielte, wechselte Barnes nach 41 Toren in 167 Spielen für eine Ablöse von 748.000 Pfund zum Meisterschaftsdritten West Bromwich Albion, was zu diesem Zeitpunkt der teuerste Einkauf in der Vereinsgeschichte von WBA war. Trotz einer guten ersten Saison mit fünfzehn Toren konnte Barnes das ihm von Fachleuten zugeschriebene Potential nicht abrufen und durchlebte in seiner zweiten Spielzeit in West Bromwich eine fußballerische Krise. Da er die hohen Erwartungen insgesamt nicht erfüllen konnte, wurde Barnes an den Ligakonkurrenten Leeds United abgegeben.
Die Saison 1981/82 verlief für Barnes dann erneut enttäuschend und setzte somit den negativen Trend fort. Er erzielte im gesamten ersten Jahr in Leeds nur einen Treffer und seine schwache Form war der Grund für die Nichtberücksichtigung für die WM 1982 in Spanien. Das Freundschaftsspiel kurz zuvor gegen die Niederlande am 25. Mai 1982 in Wembley war dann auch seine letzte Partie im Dress der englischen Nationalmannschaft.
Barnes wurde daraufhin an den spanischen Verein Betis Sevilla ausgeliehen und kehrte nach einem Jahr nach Leeds zurück, um dort jedoch erneut nicht zu überzeugen. Er wurde dann zunächst im Mai 1984 an Manchester United ausgeliehen und am Ende der Saison für die vergleichsweise geringe Ablösesumme von 65.000 Pfund an den Abstiegskandidaten Coventry City transferiert.
Nach nur einem Jahr in Coventry wechselte Barnes dann endgültig zu Manchester United und schloss sich dabei dem Trainer Ron Atkinson, der schon sechs Jahre zuvor für den Transfer von Barnes zu West Bromwich verantwortlich gewesen war, an. In Manchester fand Barnes zunächst seine Form früherer Tage und der Verein strebte zu Beginn aufwärts. Nachdem die Siegesserie jedoch beendet war und Manchester sich zumeist im Mittelfeld der Liga orientierte, verlor auch Barnes seinen Stammplatz. Zum Jahreswechsel der Saison 1986/87 sortierte der neue Trainer Alex Ferguson Barnes dann endgültig aus der Mannschaft aus. Barnes kehrte daraufhin für nur noch 30.000 Pfund zu seinem früheren Verein Manchester City zurück.
Nachdem Manchester in die zweite Liga abgestiegen war und sich Barnes auch zu diesem Zeitpunkt keinen Stammplatz erkämpfen konnte, wurde er zunächst an den Viertligisten Bolton Wanderers und dann an den Drittligisten Port Vale ausgeliehen. Den Abschluss der Saison 1987/88 verbrachte er dann in der zweiten Liga, beim Verein Hull City.
Es folgten noch weitere kurze sowohl inländische als auch ausländische Stationen, bevor Barnes dann als aktiver Fußballer zurücktrat und im Trainerbereich weiterarbeitete. 
Seine Trainerlaufbahn begann er nach einem Engagement in Dubai im Jahr 1993 nur ein Jahr später im Jugendbereich von Manchester City, wo er bis 1998 Jugendmannschaften und die Nachwuchsakademie betreute. Seine erste Trainerstation war sowohl in der Spielzeit 1998/99 der Amateurverein FC Runcorn als auch für einen Monat die Nationalmannschaft von Gibraltar. Seit 1999 arbeitet Barnes als Experte für die Fernsehstationen Sky-TV und MUTV sowie für BBC Radio GMR, wobei er zumeist die Spiele von Manchester City kommentiert.
Nachdem er dann im Jahr 2002 für kurze Zeit die U16-Nationalmannschaft von Malaysia betreute, übernahm er den Direktorposten bei der Organisation Kik-Off Limited, die sich in Zusammenarbeit mit der FA durch die Einrichtung von Fußballzentren um die Verbesserung der Jugendarbeit kümmert.
Aktuell ist Barnes ein aktives Komiteemitglied der FA und schreibt eine Kolumne auf Manchester Evening News.